# Gamla
Koordinaten: 32° 54′ 10″ N, 35° 44′ 26″ O
Gamla (hebr. גמלא Gamla oder Gamala) war von 87 v. Chr. bis zu ihrer Zerstörung im Jahre 67 n. Chr. eine bedeutende jüdische Stadt in der Gaulanitis. Sie befindet sich auf den von Israel besetzten und annektierten Golanhöhen, 8 km östlich des Sees Genezareth auf einem markanten Hügelausläufer. Völkerrechtlich gehört das Gebiet zu Syrien.

## Name und Topografie
Der Hügelausläufer, auf dem die Stadt lag, hat die Form eines Kamelhöckers. Der Name Gamla (Gamala) leitet sich denn auch vom hebräischen Begriff gamal (Kamel, hebräisch גַּמְלָא) ab. Im Dialekt der jüdischen Bevölkerung in jener Region ist Gamala zu Gamla eingekürzt worden.
Das nebenstehende Bild verdeutlicht die Lage der Stadt. Sie bedeckte einen großen Teil des nach Südosten geneigten Abhangs. Die Stadt umfasste eine Fläche von etwa 100 × 200 m. Die Synagoge befand sich nahe dem Stadttor im Osten der Stadt.

## Geschichte der Stadt

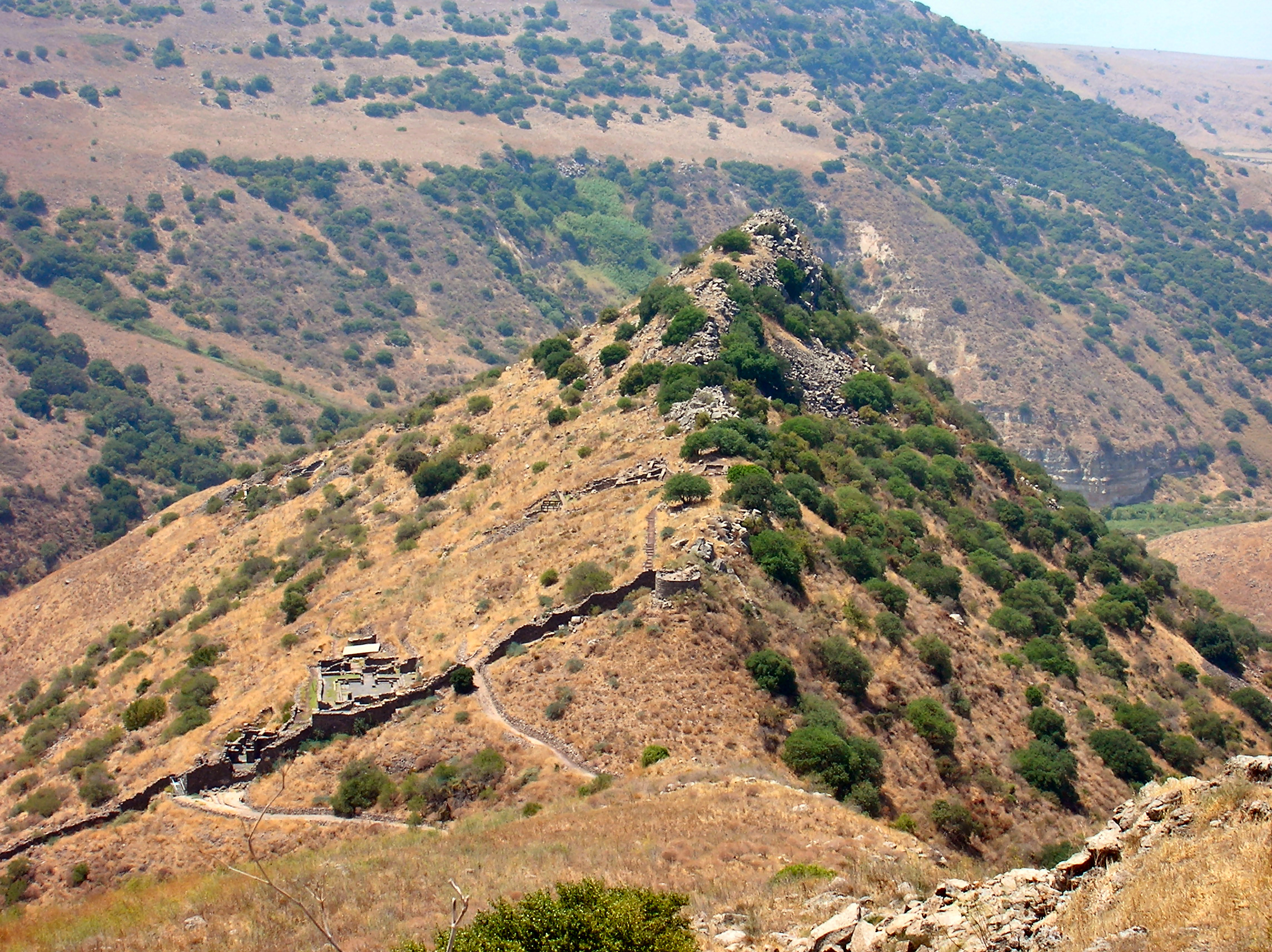
Ruinenfeld der Stadt Gamla mit Synagoge.

Gamla wird im Talmud erwähnt. Jene erste namentliche Nennung bezieht sich wahrscheinlich auf den Zeitraum der Spätbronzezeit (12. Jh. v. Chr.). Es handelte sich dabei wohl um eine befestigte Siedlung. Sie wurde später zerstört und aufgelassen.
Etwa ab 538 v. Chr. ließen sich jüdische Rückkehrer aus dem Babylonischen Exil an jenem Hügel nieder und errichteten eine kleinere Stadt. Jene Niederlassung wurde wahrscheinlich im Zuge der Eroberungen unter Alexander dem Großen eingenommen (ca. 332 v. Chr.).
Im Jahre 87 v. Chr. gründete der Hasmonäer Alexander Jannaios die Stadt neu. Die Gründung erfolgte wahrscheinlich mit dem Ziel, jene Grenzregion besser verteidigen zu können. Die Stadt wurde damals zur Provinzhauptstadt der jüdischen Golanregion ernannt. In der Folge erlangte Gamla größere Bedeutung. Sie war wohl das wichtigste geistliche Zentrum der konservativen Juden in Judäa jenseits des Jordan. Die Stadt verfügte über eine großräumige Synagoge (25,5 × 17 m) mit Mikwe. Die Synagoge war nach Jerusalem ausgerichtet.
Im großen jüdischen Krieg schlug sich die Stadt auf die Seite der Zeloten. Sie entschied sich für den Widerstand gegen die Römer. Nach längerer Belagerung fiel sie im Winter 67 n. Chr. in die Hände der Römer. Die römischen Truppen – unter Vespasian – zerstörten und plünderten die Stadt vollständig. Sie wurde nie mehr aufgebaut und geriet in Vergessenheit. Erst nach dem Sechstagekrieg wurden die Ruinen der Stadt wiederentdeckt.

### Einwohner und Erwerbsgrundlage
In der Stadt lebten konservative Juden, insbesondere Anhänger der pharisäischen Glaubensrichtung. Die archäologischen Befunde belegen dies. Es handelte sich wohl mehrheitlich um Rückwanderer aus dem Babylonischen Exil.
Die Stadtbewohner fanden ihr Einkommen hauptsächlich in der Produktion und im Verkauf von Olivenöl. Große Olivenpressen unterstützen diese Vermutung. Die Stadt erreichte einen gewissen Wohlstand. Stattliche Gebäude und der Fund von Luxusgütern belegen dies. So standen den Einwohnern mindestens vier Mikwen (Ritualbäder) zur Verfügung.
Im ersten Jahrhundert nach Chr. zählte die Stadt etwa 5000 Einwohner. Bei deren Eroberung durch die Römer im Jahre 67 n. Chr. beherbergte die Stadt eher noch mehr Menschen.

### Widerstandskämpfer
Die Stadt beherbergte auch Familien, die sich der Fremdherrschaft durch die Römer und deren Vasallen – wie etwa die Herodesdynastie – widersetzten. Auch Mitglieder der Fraktion der Zeloten waren in Gamla wohnhaft.
Als Herodes Statthalter der Provinz Galiläa war, trat der Rebellenführer Hezekia aus Gamla auf (ca. 40 v. Chr.). Herodes bekämpfte die Rebellen und tötete Hezekia.
Später, bei der jüdischen Revolte nach dem Tode des Herodes, trat Hezekias Sohn Juda auf. Dieser Juda hatte die Widerstandsbewegung der Sikarier (Krummdolch-Träger) gegründet. Seine Widerstandsbewegung war maßgeblich am Aufstand der Juden von Sepphoris, dem Verwaltungssitz von Herodes in Galiläa, beteiligt (6/7 n. Chr.). Wahrscheinlich ist Juda von den römischen Truppen gefangen genommen und hingerichtet worden. Befehlshaber war damals der Statthalter von Syria, Publius Quinctilius Varus.
Ein Nachkomme derselben Familie, Eleasar Ben Jair, war der Anführer beim Widerstandskampf der Juden in Masada im Jahre 70 n. Chr.

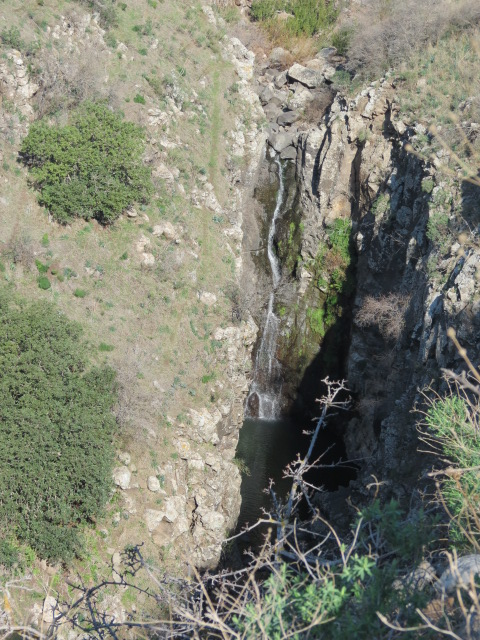
Wasserfall im Gamla Natur-Reservat

## Nationalpark
Gamla gehört heute aus israelischer Sicht zum Gamla Nature Reserve, einem israelischen Nationalpark, der neben der antiken Stadt auch ein weitläufiges Naturgelände umfasst. Wanderwege führen vorbei an zahlreichen Dolmen zu einem hohen Wasserfall. Am Rande der Schlucht werden Geier (Gänsegeier) aufgezogen und ausgewildert.